# Лунен трихогастер
Лунен трихогастер (Trichopodus microlepis) е вид лъчеперка от семейство Osphronemidae.

## Разпространение
Видът е разпространен във Виетнам, Камбоджа, Лаос и Тайланд.